# Sofía Castañón
Sofía Fernández Castañón (Gijón, Asturias, 1 de noviembre de 1983), más conocida como Sofía Castañón, es una poeta, escritora, realizadora audiovisual y política española. Ha trabajado en prensa escrita, televisión y radio y recibido varios premios de poesía. Entre enero de 2016 y 2023 fue diputada de Podemos por Asturias en el Congreso de los Diputados, y entre 2020 y 2023 ejerció como portavoz adjunta del Grupo Parlamentario Confederal de Unidas Podemos. 
En diciembre de 2021 fue elegida líder de Podemos Asturies. Asimismo, desde 2017 es miembro del Consejo Ciudadano Estatal y de la ejecutiva del partido, donde ostentó primero la responsabilidad de secretaria de Feminismos Interseccional y LGBTI, y desde 2020 la de secretaria de Culturas. En septiembre de 2023 abandonó todos los cargos orgánicos en Podemos.

## Biografía
Uno de sus abuelos era capataz de minas y su familia procede de la Cuenca del Caudal. Hija de la escritora asturiana Laura Castañón, ha crecido rodeada de libros. Cursó estudios de Filología Hispánica en la Universidad de Oviedo y compagina su actividad poética, por la que ha recibido varios premios, con su trabajo periodístico y con talleres de escritura creativa. Tiene publicados varios libros de poesía en castellano y asturiano, por los que ha recibido premios como el Asturias Joven en 2006, el Pablo García Baena de Poesía Joven en 2007 o el Nené Losada Rico en 2009.
De 2009-2010 fue becaria de creación del Ayuntamiento de Madrid en la Residencia de Estudiantes y fue una de las poetas Voz + Joven 2010 de La Casa Encendida.
En 2010-2011 dirigió el espacio radiofónico El sillón Voltaire en Radio del Círculo de Bellas Artes de Madrid.
De 2012 a 2015 coordinó clubes de lectura municipales en Gijón e impartió talleres de creación literaria y narrativa audiovisual además de participar en el colectivo humorístico Fundación Príncipe de Asturias (ahora Fundación Princesa de Asturias).
Participa en la productora audiovisual Señor Paraguas en la que ha firmado videoclips, documentales y videoarte, centrándose en la cultura desde el compromiso social y político.
Con esta productora en 2014 firmó su primer largometraje como directora, el documental Se dice poeta una mirada de género al panorama poético contemporáneo. En él Sofía Castañón entrevista a 21 mujeres nacidas entre 1974 y 1989 para hablar de su relación con la poesía, la crítica y la difusión de su obra. Tomando como punto de partida la pregunta sobre por qué se puede preferir el término poetisa si la definición de la palabra poeta abarca tanto a hombres como a mujeres, este documental propone una reflexión de género sobre el panorama poético actual en España. En medios de comunicación ha trabajado en TLG, Localia, TeleAsturias.
Para el Canal de televisión público del Principado de Asturias (TPA) ha dirigido la colección "Dicires", un diccionario visual de asturiano en 120 clips. También ha firmado artículos entre otros medios en El Comercio, La Corriente Alterna, La Nueva España, Hesperya, Diagonal y el Huffington Post.

## Trayectoria política
De enero de 2015 hasta febrero de 2017 fue miembro del Consejo Ciudadano de Podemos Xixón. En julio de 2015 concurrió en las primarias estatales de Podemos en la lista promovida por la dirección nacional de Pablo Iglesias y que se impuso a la lista alternativa planteada desde las agrupaciones de Asturias y Andalucía. Resultó la candidata más votada con 36.685 apoyos.
Fue elegida diputada por Asturias en las elecciones generales de diciembre de 2015. Durante la Sesión Constitutiva del Congreso de la XI Legislatura, el 13 de enero de 2016, utilizó el asturiano para prometer su cargo con la siguiente fórmula: "Prometo acatar esta Constitución y trabayar pa cambiala. Pola alcordanza de les nueses güeles, pol futuru de los nuesos fíos. Nunca más un país sin su xente y sus pueblos".
Volvió a ser candidata en las elecciones generales de junio de 2016 y revalidó su escaño en el Congreso de los Diputados en la XII Legislatura, donde en la actualidad portavoz de la Comisión de Igualdad y vocal de la Subcomisión de Pacto de Estado en materia de Violencia de Género.
En la reunión de Vistalegre II fue candidata en la lista de Pablo Iglesias y fue elegida miembro del Consejo Ciudadano Estatal de Podemos quedando en el puesto 14 con 3.574.113 puntos (28,79%).
El 18 de febrero de 2017 fue elegida secretaria de Feminismos Interseccional y LGBTI, un puesto que hasta entonces no existía en la Ejecutiva de Podemos y que en el Consejo Ciudadano desempeñaba Clara Serra.
En las elecciones generales de abril y noviembre de 2019 vuelve a revalidar su escaño como diputada para las XIII y XIV legislaturas de las Cortes Generales, ejerciendo en la XIV legislatura como portavoz adjunta del Grupo confederal de Unidas Podemos-En Comú Podem-Galicia en Común.
El 22 de diciembre de 2021 gana las elecciones primarias en Podemos Asturias, venciendo a Daniel Ripa, el cual sustituye como Secretario General. En enero de 2023 solicita una baja médica y es sustituida en el cargo de manera provisional por Rafael Palacios y Olaya Suárez. De cara a las elecciones generales del 23 de julio de 2023 no fue incluida en la lista electoral de la coalición Sumar, siendo sustituida por Rafael Cofiño como cabeza de lista.
El 25 de septiembre de 2023 Castañón anuncia su dimisión como secretaria general de Podemos Asturies y como secretaria de Cultura de Podemos, abandonando así la política activa.

## Publicaciones

### Poesía

#### En castellano
- Animales interiores (Premio Asturias Joven 2006, Trabe 2007),
- Últimas cartas a Kansas (Premio Pablo García Baena 2007, La Bella Varsovia 2008),
- La noche así (Ya lo dijo Casimiro Parker, 2012),
- La otra hija (Suburbia Ediciones, 2013)
- Prohibido silbar (Baile del Sol, 2014)

#### En asturiano
- Tiempu de render (Premio Nené Losada 2009, Trabe 2010)
- Destruimientu del xardín (Hesperya, 2012)

### Antologías
- Hank Over/Resaca (Caballo de Troya, 2008)
- 23 Pandoras (Baile del Sol, 2009)
- Poetas asturianos para el siglo XXI (Trea, 2009)
- Por partida doble (Trabe, 2009)
- El libro del voyeur (antólogo e ilustrador: Pablo Gallo, Ediciones del Viento, 2010)
- Esto no rima (Origami, 2012)
- Gente de Nod (antóloga: Emma Cabal, fotografías: Alejandro Nafría; KRK, 2016)[17]
- La tierra y la nada. Una antología poética de la España despoblada (antólogo: Nacho Escuín; Ed. Bala Perdida, 2022).[18]

### Plaquettes
- La sombra de Peter Pan (2009)
- Culpa de Pavlov (Premio Jóvenes Creadores del Ayto. de Madrid 2008, Colección Resurrección 2012).

### Documentales
- Se dice poeta (2014). Directora
- Que sirva de ejemplo (2021). Directora

## Premios
- 2006 Asturias Joven de Poesía
- 2006 Premio Astragal 2006
- 2007 Pablo García Baena de Poesía Joven
- 2009 Nené Losada Rico
- 2010 Voz + Joven de La Casa Encendida.
- 2012 Premio Astragal. Paraíso Postal.
- 2014 VIII Cortometrajes por la igualdad